# MTV Europe Music Awards 2013
20-я церемония MTV Europe Music Awards прошла 10 ноября 2013 на стадионе Ziggo Dome в Амстердаме (Нидерланды). Ведущим церемонии был американский диджей Redfoo из группы LMFAO. Номинантов объявили 17 сентября 2013 года. Церемония проходила в Нидерландах во второй раз. До этого она была в Роттердаме в 1997 году. Eminem стал лидером по числу наград (2).

## Выступления
- Ylvis — The Fox (What Does The Fox Say?) (пре-шоу)
- Miley Cyrus — We Can’t Stop
- Robin Thicke — Blurred Lines (feat. Iggy Azalea)/Feel Good
- Katy Perry — Unconditionally
- Miley Cyrus — Wrecking Ball
- Kings Of Leon — Beautiful War
- Bruno Mars — Gorilla
- Eminem — Berzerk/Rap Good
- Snoop Lion feat. Afrojack — Gin and Juice (выступление на площадке Melkweg)
- The KIllers — Shot At The Night/Mr. Brightside
- Imagine Dragons — Radioactive (выступление в Heineken Music Hall)
- Icona Pop — I Love It

## Номинанты

### Лучший певец
- Bruno Mars
- Eminem
- Jay-Z
- Justin Bieber
- Justin Timberlake

### Лучшая певица
- Katy Perry
- Lady Gaga
- Miley Cyrus
- Selena Gomez
- Taylor Swift

### Лучшая песня
- Bruno Mars — «Locked Out Of Heaven»
- Daft Punk feat. Pharrell Williams — «Get Lucky»
- Macklemore & Ryan Lewis feat. Wanz — «Thrift Shop»
- Rihanna — «Diamonds»
- Robin Thicke feat. Pharrell Williams — «Blurred Lines»

### Лучший клип
- 30 Seconds To Mars — «Up In The Air»
- Justin Timberlake — «Mirrors»
- Lady Gaga — «Applause»
- Miley Cyrus — «Wrecking Ball»
- Robin Thicke feat. Pharrell Williams — «Blurred Lines»

### Лучший поп-артист
- Justin Bieber
- Katy Perry
- Miley Cyrus
- One Direction
- Taylor Swift

### Лучшая рок-группа
- Black Sabbath
- Green Day
- The Killers
- Kings Of Leon
- Queens Of The Stone Age

### Лучший альтернативный артист
- 30 Seconds To Mars
- Arctic Monkeys
- Fall Out Boy
- Franz Ferdinand
- Paramore

### Лучший хип-хоп артист
- Drake
- Eminem
- Jay-Z
- Kanye West
- Macklemore & Ryan Lewis

### Лучшее живое выступление
- Beyonce
- Green Day
- Justin Timberlake
- Pink
- Taylor Swift

### Лучший новый артист
- Bastille
- Icona Pop
- Imagine Dragons
- Macklemore & Ryan Lewis
- Rudimental

### Прорыв года
- A$AP Rocky
- Austin Mahone
- Bastille
- Bridgit Mendler
- Icona Pop
- Iggy Azalea
- Imagine Dragons
- Karmin
- Rudimental
- Tom Odell
- Twenty One Pilots

### Лучшeе выступление в рамках «MTV World Stage»
- Alicia Keys
- The Black Keys
- Fun
- Garbage
- Green Day
- Jason Mraz
- Jessie J
- The Killers
- Macklemore & Ryan Lewis
- Linkin Park
- No Doubt
- Paramore
- Snoop Lion
- Rita Ora
- Robin Thicke

### Лучшие фанаты
- 30 Seconds To Mars
- Justin Bieber
- Lady Gaga
- One Direction
- Tokio Hotel

### Лучший образ
- Justin Timberlake
- Harry Styles
- Lady Gaga
- Rihanna
- Rita Ora

### Лучший танцевальный исполнитель
- Afrojack
- Avicii
- Calvin Harris
- Daft Punk
- Skrillex

### Лучший международный артист
- Ahmed Soultan
- Bednarek
- Chris Lee
- Cody Simpson
- EXO
- Fresno
- Justin Bieber
- Marco Mengoni
- One Direction

## Региональные награды

### Лучший артист Великобритании и Ирландии
- Calvin Harris
- Ellie Goulding
- Olly Murs
- / One Direction
- Rudimental

### Лучший датский артист
- Jimilian
- Medina
- Nik & Jay
- Panamah
- Shaka Loveless

### Лучший финский артист
- Anna Puu
- Elokuu
- Haloo Helsinki!
- Isac Elliot
- Mikael Gabriel

### Лучший норвежский артист
- Admiral P
- Envy
- Madcon
- Maria Mena
- Truls

### Лучший шведский артист
- Avicii
- Icona Pop
- John de Sohn
- Medina
- Sebastian Ingrosso

### Лучший итальянский артист
- Emma
- Fedez
- Marco Mengoni
- Max Pezzali
- Salmo

### Лучший немецкий артист
- Cro
- Frida Gold
- Lena
- Sportfreunde Stiller
- Tim Bendzko

### Лучший голландский артист
- Afrojack
- Armin Van Buuren
- Kensingtonn
- Nicky Romero
- Nielson

### Лучший бельгийский артист
- Lazy Jay
- Netsky
- Ozark Henry
- Stromae
- Trixie Whitley

### Лучший французский артист
- C2C
- Daft Punk
- Maitre Gims
- Shaka Ponk
- Tal

### Лучший польский артист
- Monika Brodka
- Iza Lach
- Mrozu
- Pezet
- The Stubs

### Лучший испанский артист
- Corizonas
- Iván Ferreiro
- Love of Lesbian
- Supersubmarina
- The Zombie Kids

### Лучший российский артист
- Баста
- Иван Дорн
- Нюша
- Ёлка
- Земфира

### Лучший румынский артист
- CRBL
- Grassu XXL
- Guess Who
- Maximilian
- Vunk

### Лучший португальский артист
- Amor Electro
- Aurea
- Klepht
- Monica Ferraz
- Os Azeitonas

### Лучший адриатический артист
- Elemental
- MVP
- TBF
- Trash Candy
- Who See

### Лучший венгерский артист
- 30Y
- Funktasztikus
- Odett
- Soerii és Poolek
- Supernem

### Лучший украинский артист
- Alloise
- Champagne Morning
- ДиО.фильмы
- Иван Дорн
- The Hardkiss

### Лучший греческий артист
- Claydee
- Goin' Through
- Melisses
- Nikki Ponte
- Vegas

### Лучший израильский артист
- Dudu Tassa
- Moshe Peretz
- Ninet Tayeb
- Riff Cohen
- The Young Professionals

### Лучший швейцарский артист
- 77 Bombay Street
- DJ Antoine
- Mike Candys
- Remady
- Stress

### Лучший чехословацкий артист
- Ben Cristovao
- Sunshine
- Mandrage
- Celeste Buckingham
- Majk Spirit

### Лучший африканский артист
- Camp Mulla
- D’banj
- Mi Casa
- Sarkodie
- Wizkid

### Лучший арабский артист
- Ahmed Soultan
- K2RHYM
- Karl Wolf
- Qusai
- Sandy

### Лучший индийский артист
- Alobo Naga & The Band
- Bandish Projekt
- Indus Creed
- Menwhopause
- Oliver Sean

### Лучший азиатский артист
- Yuna
- Super Junior
- Han Geng
- Exile
- Jolin Tsai

### Лучший тихоокеанский артист
- 360
- Джин Вигмор
- Gotye
- Kimbra
- The Temper Trap

### Лучший бразильский артист
- Agridoce
- ConeCrewDiretoria
- Emicida
- Restart
- Vanguart

### Лучший латинский артист (север)
- Данна Паола
- Jesse & Joy
- Kinky
- Panda
- Ximena Sariñana

### Лучший латинский артист (центр)
- Ádammo
- Caramelos de Cianuro
- Don Tetto
- Juanes
- Naty Botero

### Лучший латинский артист (юг)
- Axel
- Babasónicos
- Campo
- Miranda!
- Tan Biónica

## Лучший международный артист

### Лучший европейский артист
- 30Y
- Afrojack
- Alloise
- Aurea
- Dima Bilan
- DJ Antoine
- Emis Killa
- Erik & Kriss
- Loreen
- Majk Spirit
- Medina
- Milow
- Monika Brodka
- Ninet Tayeb
- One Direction
- Robin
- Shaka Ponk
- Tim Bendzko
- Vegas
- Vunk
- Who See
- The Zombie Kids

### Лучший индийский/африканский/арабский артист
- Ahmed Soultan
- Alobo Naga & The Band
- D’banj

### Лучший азиатский/океанический артист
- Gotye
- Han Geng

### Лучший латинский артист
- Axel
- Don Tetto
- Panda
- Restart

### Лучший американский артист
- Carly Rae Jepsen
- Chris Brown
- Drake
- Green Day
- Justin Bieber
- Katy Perry
- Linkin Park
- Pink
- Rihanna
- Usher